# 澤好摩
澤 好摩（さわ こうま、本名：澤孝（さわ たかし）、1944年5月22日 - 2023年7月7日）は、俳人。

## 来歴
東京都城東区（現江東区）生まれ。1963年、東洋大学在学中に俳句研究会に参加。翌年に坪内稔典らと全国学生俳句連盟を結成。「いたどり」「青玄」「草苑」を経て1968年に坪内稔典、攝津幸彦らと同人誌「日時計」創刊（1974年終刊）。1971年、折笠美秋の誘いで「俳句評論」に参加し高柳重信に師事。また「俳句研究」編集に携わる。1973年、「俳句研究」第1回五十句競作にて佳作第一席。1978年、夏石番矢、林桂らと同人誌「未定」を創刊（1990年退会）。1991年「円錐」創刊、編集発行人を務める。句集に『最後の走者』『印象』『風影』『光源』『返照』、著書に『高柳重信の一〇〇句を読む』、共著に『俳句の現在』『昭和俳句選集』『現代俳句論叢』他。2014年句集『光源』により第64回芸術選奨文部科学大臣賞受賞。
2023年7月5日に、旅行先の山形県米沢市で転倒し入院加療していたが、同月7日、脳挫傷のため死去した。79歳没。